# Der Riß
Der Riß (Originaltitel: La Rupture) ist ein französisch-italienisch-belgischer Film von Claude Chabrol aus dem Jahr 1970 nach einem Roman von Charlotte Armstrong. Die Literaturverfilmung ist ein Sozialdrama mit Thriller-Elementen. In den Hauptrollen spielen Stéphane Audran, Jean-Pierre Cassel und Michel Bouquet.

## Handlung
Hélène Régnier wird beim Frühstück von ihrem Mann Charles gewürgt. Dabei wird auch ihr gemeinsamer Sohn verletzt. Sie schlägt ihren brutalen Ehemann mit einer Bratpfanne bewusstlos und entkommt mit ihrem Kind. Charles kommt danach bei seinen Eltern unter, die das Sorgerecht für dessen Sohn bekommen wollen. Charles’ Vater Ludovic Regnier ist ein einflussreicher Mann, dessen Machtmittel das Geld ist. Die aus einfachen Verhältnissen stammende Hélène quartiert sich gegenüber dem Krankenhaus, in dem ihr Sohn liegt, in einer kleinen Familienpension ein. Diese wird auch von drei Parzen bewohnt. Unterdessen setzt Hélènes Schwiegervater den aalglatten Paul Thomas auf die junge Frau an. Er soll Hélènes tadellosen Ruf ruinieren. Zudem setzt Ludovic Regnier seine Machtmittel ein, um Personen aus Hélènes näherem Umfeld in der Pension zu korrumpieren.

## Kritiken
Das Lexikon des internationalen Films urteilte, der Film sei ein „perfekt inszenierter, mit surrealen Elementen durchsetzter Thriller von Claude Chabrol, der sich scharfsichtig mit dem Konflikt zwischen Besitzanspruch und Freiheit und den Machtverhältnissen zwischen Männern und Frauen auseinandersetzt“. Prisma meinte, Chabrol habe „mit derben Szenen und grellen Bildern“ ein Meisterwerk geschaffen.  „Chabrol hat die entstellte Welt, von der er sich umgeben sieht, getreulich abgebildet: mit ihren Verformungen, ihrer Verlogenheit, das Ergebnis ist ein großer Film.“ (FAZ; zitiert in „Das große Cinema-Filmlexikon“)

## Synchronisation
| Rolle           | Darsteller         | Synchronsprecher  |
| --------------- | ------------------ | ----------------- |
| Hélène Régnier  | Stéphane Audran    | Renate Küster     |
| Paul Thomas     | Jean-Pierre Cassel | Harald Leipnitz   |
| Ludovic Régnier | Michel Bouquet     | Paul Edwin Roth   |
| Charles Régnier | Jean-Claude Drouot | Gunther Malzacher |
| Emilie          | Marguerite Cassan  | Renate Grosser    |
| Gérard Mostelle | Mario David        | Herbert Weicker   |
| Allan Jourdan   | Michel Duchaussoy  | Erik Schumann     |
| Sonia           | Catherine Rouvel   | Eva Kinsky        |